# Вакцинація проти COVID-19 в Ісландії
Вакцинація проти COVID-19 в Ісландії — це кампанія масової імунізації населення Ісландії проти COVID-19 під час пандемії коронавірусної хвороби. Станом на липень 2021 року понад 260 тисяч осіб у країні отримали принаймні одну дозу вакцини проти COVID-19, що становить понад 78 % населення країни. 21 листопада 2021 року 90 % цільового населення були повністю вакциновані, а приблизно 1 з 5 осіб отримали ревакцинацію; до 9 грудня 2021 року частка населення, яка отримала ревакцинацію, перевищила 50 %. 13 грудня 2021 року в країні почали пропонувати щеплення вакциною Pfizer дітям віком 5–11 років.
В Ісландії схвалені вакцини Pfizer, Moderna, AstraZeneca і Janssen. Ісландія також підписала контракт на постачання вакцини CureVac.

## Історія

### Контракти щодо вакцин
Ісландія підписала контракт на постачання вакцин з Pfizer 9 грудня 2020 року, а контракт з Moderna — 30 грудня 2020 року. Компанія AstraZeneca підписала контракт з Ісландією 15 жовтня, а компанія Janssen — 22 грудня, а компанія CureVac — 21 лютого 2021 року.

### Перші введення
Перші дози вакцини Ісландія отримала 28 грудня 2020 року; вакцинація почалася 29 грудня. Вакцинація була необов'язковою та безкоштовною, а пріоритетні групи були скасовані в червні 2021 року, коли всім жителям старше 16 років було запропоновано вакцинацію. Усім іноземним резидентам було надано право на вакцинацію, незалежно від статусу проживання чи наявності у них ідентифікаційного номера особи. 29 грудня 2020 року в Ісландії почали вводити вакцини Moderna, Pfizer і AstraZeneca. 30 березня 2021 року повідомлялося, що близько 10 % літніх жителів Ісландії старше 80 років були повністю вакциновані. Вакцина Janssen очікувалась у країні найближчим часом. У березні 2021 року органи охорони здоров'я Ісландії відновили використання вакцини AstraZeneca, яка вводилась особам старшим 70 років. 20 квітня 2021 року Ісландський симфонічний оркестр виступив перед особами, яким проводилося щеплення в центрі масової вакцинації, після чого були вакциновані особи різного віку з серйозними хронічними захворюваннями.
3 травня 2021 року повідомлялося, що влада Ісландії пропонуватиме вакцинацію населенню не за віковими групами, а шляхом випадкового відбору, після чого 29,89 % населення Ісландії зробили одне або обидва щеплення. 29 квітня 2021 року прем'єр-міністр та інші члени уряду взяли участь у дослідженні deCODE щодо досягнення колективного імунітету, який головний епідеміолог країни потім назвав як обґрунтування спроб змінити методологію запровадження карантинних заходів.

### Зняття обмежень
30 червня 2021 року було повідомлено, що уряд оголосив свою програму вакцинації «завершеною», оскільки кожному дорослому в країні було запропоновано вакцинацію, причому 87 % населення з 400 тисяч отримали першу дозу вакцини, і 60 % отримали обидві дози. Після цього уряд заявив, що плани щодо програми вакцинації та скасування обмежень на зібрання завершено. Станом на липень 2021 року більше 260 тисяч осіб отримали принаймні одну дозу вакцини проти COVID-19. Це становило близько 78 % від загальної чисельності населення країни. У липні 2021 року іноземним громадянам із підтвердженням вакцинації дозволили в'їзд до країни без обов'язкового карантину. Після досягнення 60 % вакцинації дорослого населення Ісландія стала першою європейською країною, яка скасувала всі внутрішні обмеження щодо коронавірусу.
З початку пандемії до 8 серпня 2021 року в Ісландії було зареєстровано 8738 заражень і 30 смертей, пов'язаних з коронавірусом. У період з 25 травня 2021 року по 16 серпня 2021 року державна статистика не зафіксувала жодної смерті від COVID-19 у країні, незважаючи на сплеск заражень Дельта-варіантом в основному серед вакцинованих. На той час Ісландія посідала четверте місце у світі за охопленням вакцинацією з 70,6 % вакцинованого населення, поступаючись офіційним цифрам Мальти, ОАЕ та Сінгапуру, і використовувала для щеплень вакцини Pfizer, Moderna, AstraZeneca та Johnson & Johnson.

### Вакцинація і ревакцинація дітей
Вакцинація ісландських дітей віком від 12 до 15 років розпочалася 22 серпня 2021 року з використанням лише вакцини Pfizer—BioNTech, а головний епідеміолог країни Торольфур Гуднасон заявив громадськості, що вакцинація дітей була «правильною справою». Станом на 9 листопада 2021 року в Ісландії 30 тисяч осіб отримали бустерне щеплення, або 76 % від загального населення, і з цих осіб 10 заразилися COVID-19. Епідеміолог заявив, що з близько 270 тисяч осіб, які були повністю вакциновані, 4500 або 1,6 % заразилися COVID-19. На той час відповідні вікові групи не включали осіб молодше 12 років. Бустерна вакцинація в Ісландії почалася 15 листопада 2021 року, і уряд заявив, що має на меті вакцинувати 160 тисяч людей до Різдва бустерними дозами вакцин Pfizer і Moderna. 21 листопада 2021 року Euronews повідомило, що 90 % населення Ісландії були повністю вакциновані, також приблизно 1 з 5 осіб окрім цього отримав ревакцинацію. За тиждень до цього уряд Ісландії оголосив, що третя доза доступна для всіх осіб старших 16 років. До 13 грудня 2021 року Ісландія почала пропонувати вакцинацію дітям від 12 до 15 років, на той час 90 % відповідного населення, або 76 % всього населення Ісландії, було вакциновано. 3 грудня 2021 року повідомлялося, що головний епідеміолог вирішив запропонувати дітям віком 5-11 років вакцинацію проти COVID-19, заявивши, що це рішення можна порівняти з тим, що робиться в сусідніх країнах, таких як Данія, Ірландія, Австрія, США, Канада та Ізраїль. За його словами, щеплення дітей розпочнуть у 2022 році вакциною Pfizer.
4 січня 2022 року офіційні урядові цифри щодо COVID-19 були такими: активних випадків 9125, 30 госпіталізованих, 8 у реанімації, 6 з них невакциновані. 77 % населення вважалося «повністю вакцинованим», було зроблено 160357 бустерних щеплень, або 43,4 % населення. Приблизно 90 % нових випадків, про які щодня повідомляли, відносились до варіанту Омікрон, при цьому близько 100 людей щодня давали позитивний тест на варіант Дельта.

## Використання вакцин
У світі створено низку вакцин проти COVID-19, які знаходяться на різних стадіях розробки.
| Вакцина            | Схвалення       | Застосування   |
| ------------------ | --------------- | -------------- |
| Pfizer–BioNTech    | 21 грудня 2020  | 27 грудня 2020 |
| Moderna            | 6 січня 2021    | 12 січня 2021  |
| Oxford-AstraZeneca | 29 січня 2021   | 7 лютого 2021  |
| Janssen            | 11 березня 2021 | Так            |
| Novavax            | 20 грудня 2021  | В очікуванні   |
| Valneva            | В очікуванні    | В очікуванні   |
| Sanofi–GSK         | В очікуванні    | В очікуванні   |
| CureVac            | В очікуванні    | В очікуванні   |

## Графік пріоритету щеплень
Ісландія розділила населення на 10 груп у порядку черговості отримання вакцини від COVID-19. Цими групами були:
- Група 1: Медичні працівники, які працюють у відділеннях невідкладної допомоги.
- Група 2: Медичні працівники, які працюють в амбулаторних відділеннях.
- Група 3: особи, які живуть у будинках пристарілих.
- Група 4: фельдшери, персонал швидкої допомоги, працівники пожежної охорони та інші працівники екстрених служб.
- Група 5: Медичні працівники первинної медичної допомоги.
- Група 6: особи віком від 60 років.
- Група 7: Особи, які знаходяться в групі ризику через тривалі хронічні захворювання.
- Група 8: Працівники шкіл і окремі групи соціальних і педагогічних працівників.
- Група 9: Особи, які живуть у поганих умовах, нестабільній соціально-економічній ситуації.
- Група 10: Усі інші жителі країни.

Усім запропонують зробити вакцинацію, але в Ісландії вакцинація не є обов'язковою. Вагітні жінки не вважаються пріоритетною групою для вакцинації в Ісландії.